# Mephistopheles (demon)
Mephistopheles (ook bekend onder de namen Mephisto, Mephistophilus, Mephistophilis, Mephostopheles en andere varianten) is een van de bekendste demonen uit de Europese literaire traditie. De naam wordt voornamelijk geassocieerd met de legende van Faust. De naam, of variaties daarop, is veelvuldig gebruikt in literatuur, muziek, films en spellen. Hoewel daarbij niet altijd aan de Mephistopheles-figuur uit de Faustlegende wordt gerefereerd, verwijst de naam wel meestal naar een 'duivels' personage.
De naam Mephistophiles wordt in ieder geval al vermeld in Praxis Magica Faustiana, in 1527 gedrukt in Passau, en in het anonieme Faustbuch uit 1587. Ook in verschillende verhalenbundels die vanaf de late zestiende eeuw over Faust werden gepubliceerd, komt Mephistopheles als personage voor.
Goethe heeft naar verluidt een versie uit 1725 gelezen, die hem inspireerde tot het schrijven van zijn wereldberoemde boek Faust, Eine Tragödie. De centrale rol die Mephisto in Goethes boek inneemt heeft zeker bijgedragen tot zijn blijvende bekendheid, maar er waren meer bekende schrijvers die Mephistopheles hebben genoemd in hun werk. Zo werd van Christopher Marlowe in 1604 het toneelstuk The Tragical History of Doctor Faustus gepubliceerd, waarin een duivels personage met de naam Mephistophilis voor Faust verschijnt.
Over de betekenis van de naam is veel gespeculeerd. In het Grieks mē "niet", phōs "licht" and philos "liefhebber" kan de naam begrepen worden als "hij die het licht schuwt", een parodiëring van de naam van Lucifer. Ook is een verband gelegd met het Hebreeuwse mephistoph, "vernietiger van het goede", en Mephitis was in het Oude Griekenland de godin van de stank.